# Snaidero
La Snaidero R. s.p.a. è una azienda italiana produttrice di mobili e cucine. Secondo le dichiarazioni aziendali è la quinta società d'Europa e la prima in Italia per dimensioni, attiva sul piano internazionale.

## Storia

### I primi 50 anni
La Snaidero nasce nel 1946, a Majano (UD), fondata da Rino Snaidero, da cui l'azienda prende il nome. Dopo diversi anni di produzione puramente artigianale, negli anni sessanta l'azienda si trasforma in industria vera e propria. La crescita aziendale è continua e la porta ad aprire diverse sedi e stabilimenti prima in Europa, poi nel resto del mondo: Parigi, Zurigo, Londra, Madrid, nel 1978 a Toronto e nel 1985 anche a Los Angeles.
Gli anni settanta e ottanta vedono l'azienda lanciata verso l'internalizzazione con prodotti realizzati da designer importanti, da Pininfarina a Gae Aulenti. Due cucine, progettate dagli architetti Virgilio Forchiassin e Angelo Mangiarotti, finiscono esposte al Moma di New York.
Negli anni novanta la Snaidero comincia a rilevare altre aziende europee: nel 1993 viene acquistata la Rational, mobilificio tedesco, che costituisce il punto d'ingresso in quel mercato. Nel 1996, in occasione del 50º anniversario dell'azienda e del 75º compleanno del suo presidente Rino Snaidero, viene attuato un cambiamento nel vertice: Rino Snaidero cede la poltrona della presidenza al più giovane dei quattro figli, Edi Snaidero, già amministratore delegato. L'altro figlio, Roberto,  è stato a lungo presidente della FederlegnoArredo; Dario vive a Los Angeles dove guida la Snaidero Usa.

### L'espansione
Nel 2000 viene fondato il Gruppo Snaidero, il cui motto è «Molte diversità, un solo grande gruppo». Nel marzo 2000 la Snaidero rileva il gruppo Arthur Bonnet, terzo produttore francese nel settore con quattro stabilimenti. Pochi mesi dopo (maggio 2000) viene acquistata anche Regina, marchio austriaco con oltre 50 anni di esperienza nel settore.
Quindi, nel 2003, è la volta del franchising belga Ixina, anch'esso attivo nella produzione di cucine ed elettrodomestici. Mettendo insieme Ixina con le francesi Cuisines Plus e Cuisines References, realizza la divisione di distribuzione Fbd, la più grande catena europea di negozi in franchising per la vendita di cucine (320 i punti vendita in Europa e Nord Africa). Intanto, quello stesso anno, entra nel Gruppo Snaidero, seppur con una quota di minoranza (il 16%), un fondo chiuso del gruppo UniCredit.
Nel 2006 il Gruppo Snaidero fonda in Croazia la Slavonska Drvna Industrija (in italiano Industria del Legno di Slavonia), che si occupa di semilavorati in legno. Nello stesso anno è anche creata la Rino Snaidero Scientific Foundation. Nel 2009 entra nel gruppo, acquisendo una quota del 30%, la società tedesca Nobilia.

### Le difficoltà
La crisi economica di quegli anni pesa sui conti del Gruppo Snaidero che nel 2013, con un indebitamento superiore ai cento milioni, deve avviare un piano di ristrutturazione dopo avere già concentrato una parte della produzione effettuata in Germania nello stabilimento di Majano. Nel 2015 cede la partecipazione del 70% di Fbd, la divisione in franchising, ai tedeschi di Nobilia. Si dimezza il debito nei confronti delle banche (riscadenzato nel frattempo sino al 2020) ma scende anche il fatturato da 180 a 126,6 milioni del 2016.
Nel 2017 il Gruppo Snaidero è alla ricerca di un partner. Lo trova all'inizio del 2018 quando il 51% dell'azienda è ceduto a Dea Capital Ccr II, fondo del gruppo De Agostini (l'intesa è poi perfezionata in luglio). Dopo l'accordo coi creditori in maggio, alla guida dell'azienda va Massimo Manelli, ex vicedirettore generale dell'Assolombarda. Nel settembre 2018 accordo con i sindacati per il ricorso alla cassa integrazione sino a un massimo di 401 dipendenti sino a metà giugno 2019. Esaurito l'ammortizzatore sociale, sono un centinaio i dipendenti in esubero.
Nell'aprile 2021 l'azienda cede alla tedesca Bravat i suoi tre marchi "tedeschi" (Rational, Regina e Mahlzeit by Rational) per concentrarsi su quelli storici.

## Gruppo Snaidero
- Marchi: 5
  - Snaidero
  - Rational (sino al 2021)
  - Arthur Bonnet
  - Comera
  - Regina (sino al 2021)
- Stabilimenti: 6, così distribuiti:
  - 1 in Italia, a (Majano (UD))
  - 2 in Germania, a Melle ed a Waldmünchen
  - 2 in Francia, ad Avrillé ed a Saint Philbert
  - 1 in Croazia, a Lipovljani
- Filiali: 8
- Punti vendita: 450 in 86 paesi

## Sport

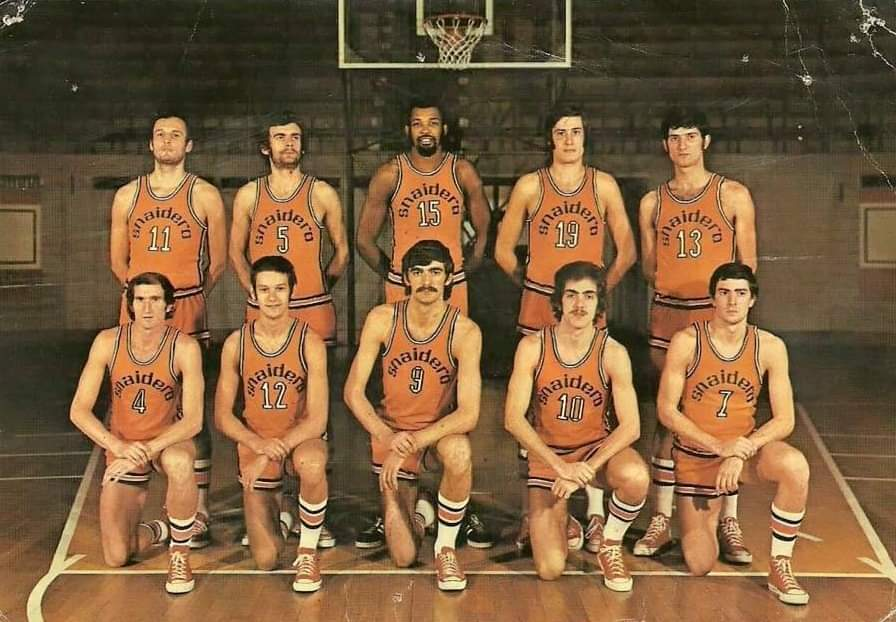
Snaidero APU Udine (serie A1, 1974-1975)

Nel 1965 la Snaidero sponsorizza la squadra di pallacanestro di Udine, la Associazione Pallacanestro Udinese, entrando successivamente anche nella proprietà con Rino Snaidero alla presidenza: l'arancione diventa il nuovo colore sociale della squadra. Nel 1967 è promossa in serie A e nel 1970 il palasport Carnera diventa definitivamente il nuovo campo di gioco. Nel 1976-77 la squadra è retrocessa: ha così fine l'era di Rino Snaidero, sostituito dal figlio Dario. Dopo 15 anni di proprietà e alcune deludenti stagioni in A2, il Gruppo Snaidero decide di uscire dalla società di basket. Alla fine degli anni novanta prende vita la Pallalcesto Amatori Udine con Edi Snaidero alla presidenza. Nell'estate 2009 Snaidero cederà le sue quote ad altri investitori.